# آسارا
شهر آسارا مرکز بخش آسارا از توابع شهرستان کرج در استان البرز ایران است. آسارا کم‌جمعیت‌ترین شهر استان البرز است.
روستای آسارا در تاریخ ۲۰ بهمن ۱۳۸۷ پس از تجمیع با روستاهای «ری‌زمین»، «سیرا» و «پل خواب» از توابع بخش یادشده به شهر تبدیل و به عنوان شهر آسارا شناخته شد.
مردم آسارا به تاتی که زبان بومی منطقه است سخن می‌گویند.

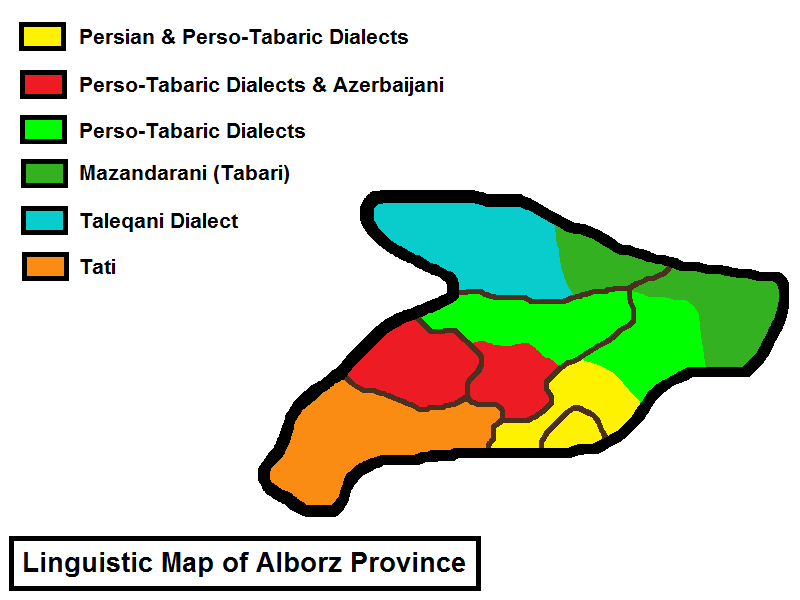
نقشهٔ زبانی استان البرز: رنگ زرد زبان فارسی و گویش‌های فارسی-مازندرانی (کرجی)، رنگ قرمز گویش‌های فارسی-مازندرانی و آذربایجانی، رنگ سبز روشن گویش‌های فارسی-مازندرانی، رنگ سبز تیره زبان مازندرانی، رنگ آبی گویش تاتی طالقانی، رنگ نارنجی زبان تاتی